# تشانغ جين
تشانغ جين (بالصينية: 張晉) هو ممثل صيني، ولد في 19 مايو 1974 في الصين.

## وصلات خارجية
- تشانغ جين على موقع IMDb (الإنجليزية)
- تشانغ جين على موقع ألو سيني (الفرنسية)
- تشانغ جين على موقع أول موفي (الإنجليزية)
- تشانغ جين على موقع قاعدة بيانات الفيلم (الإنجليزية)
- تشانغ جين على موقع كينوبويسك (الروسية)